# Учалинська сільська рада
Учали́нська сільська рада (рос. Учалинский сельский совет) — муніципальне утворення у складі Учалинського району Башкортостану, Росія. Адміністративний центр — село Учали.

## Населення
Населення — 7691 особа (2019, 7301 в 2010, 7445 в 2002).

## Склад
До складу поселення входять такі населені пункти:
| Населений пункт     | Населення, осіб (2002) | Населення, осіб (2010) |
| ------------------- | ---------------------- | ---------------------- |
| Калканово, присілок | 392                    | 332                    |
| Ургуново, село      | 613                    | 569                    |
| Учали, село         | 6102                   | 6049                   |
| Сайтаково, присілок | 338                    | 351                    |